# Vârful Colțul Obârșiei, Munții Bucegi
Vârful Colțul Obârșiei este un vârf muntos situat în Munții Bucegi la capătul nordic al platoului, care are altitudinea de 2.480 metri. În partea sa sud-vestică își are "obârșia" (izvorul) râul Ialomița.

## Galerie foto

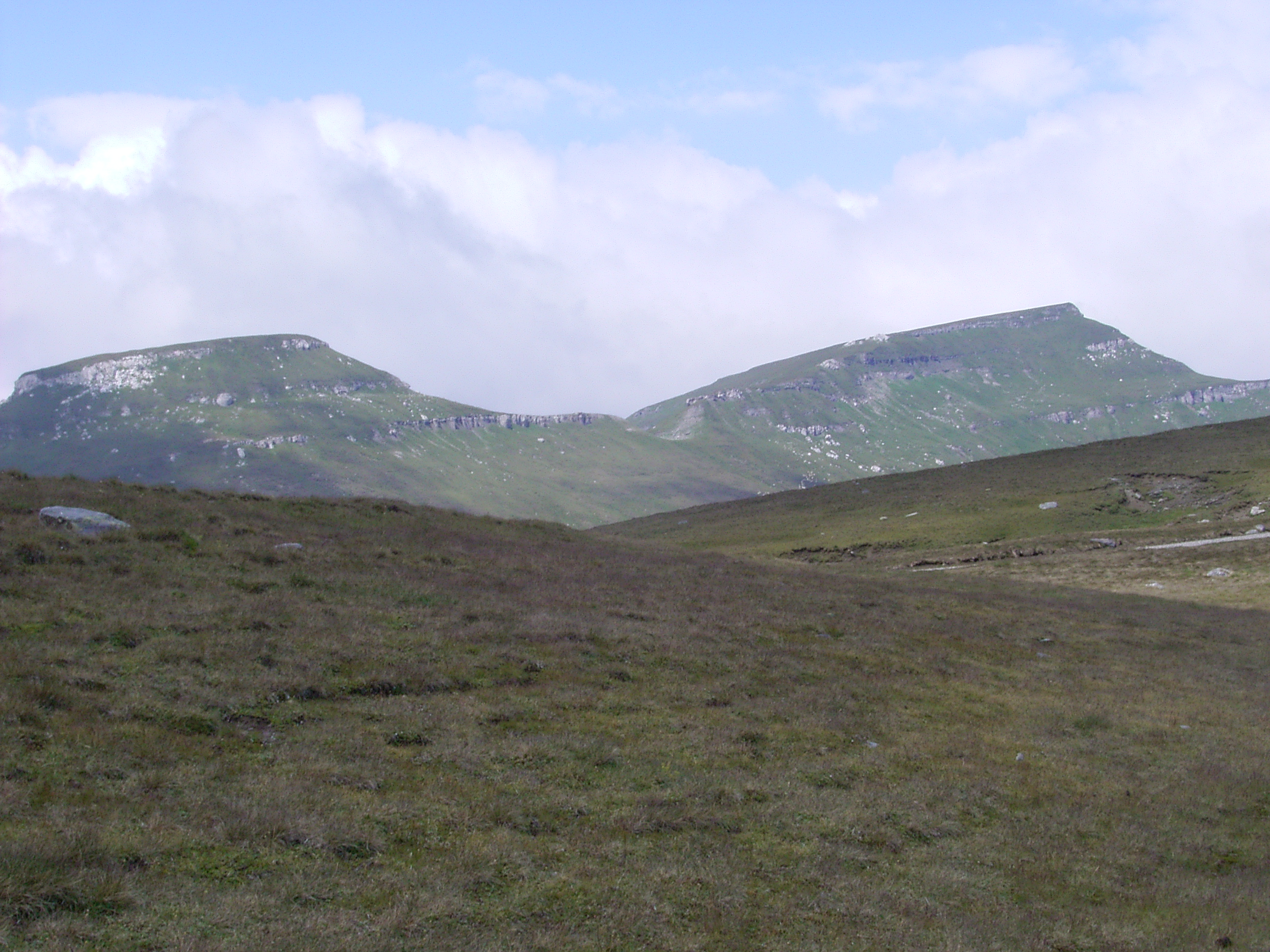
Vârfurile Obârşiei şi Colţul Obârşiei
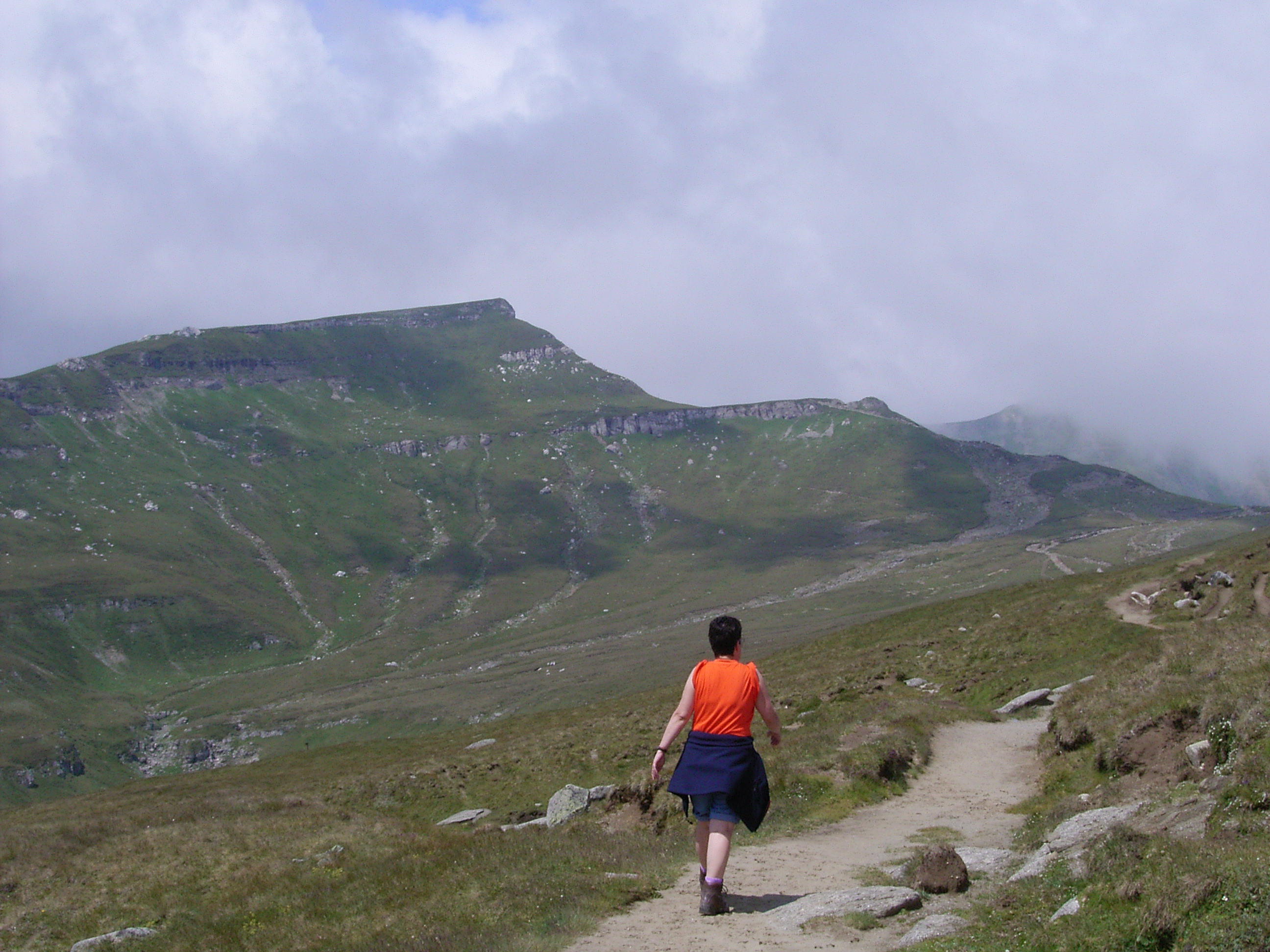
Vârful Colţul Obârşiei
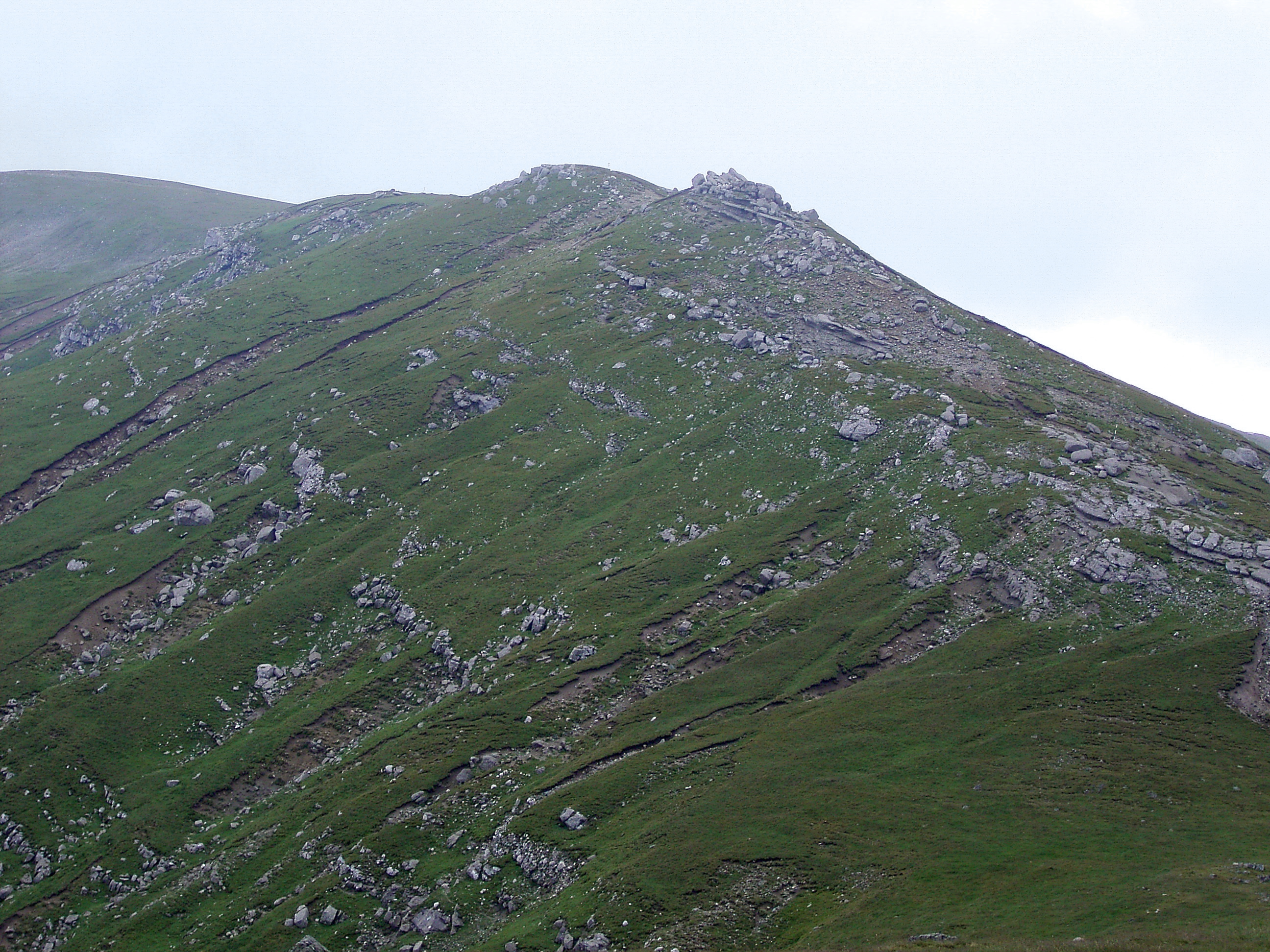
Vârful Colţul Obârşiei - detaliu
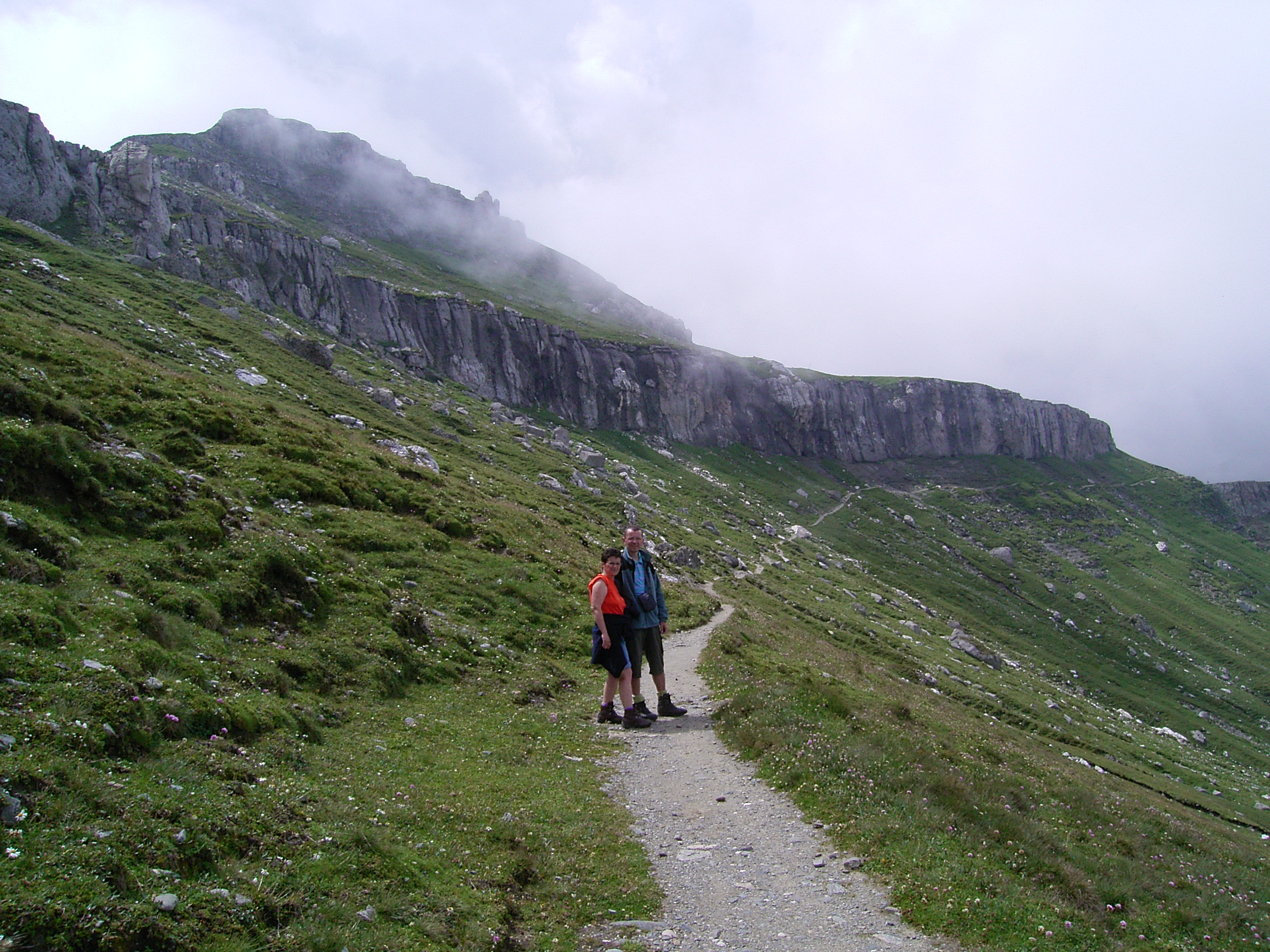
Vârful Colţul Obârşiei - detaliu
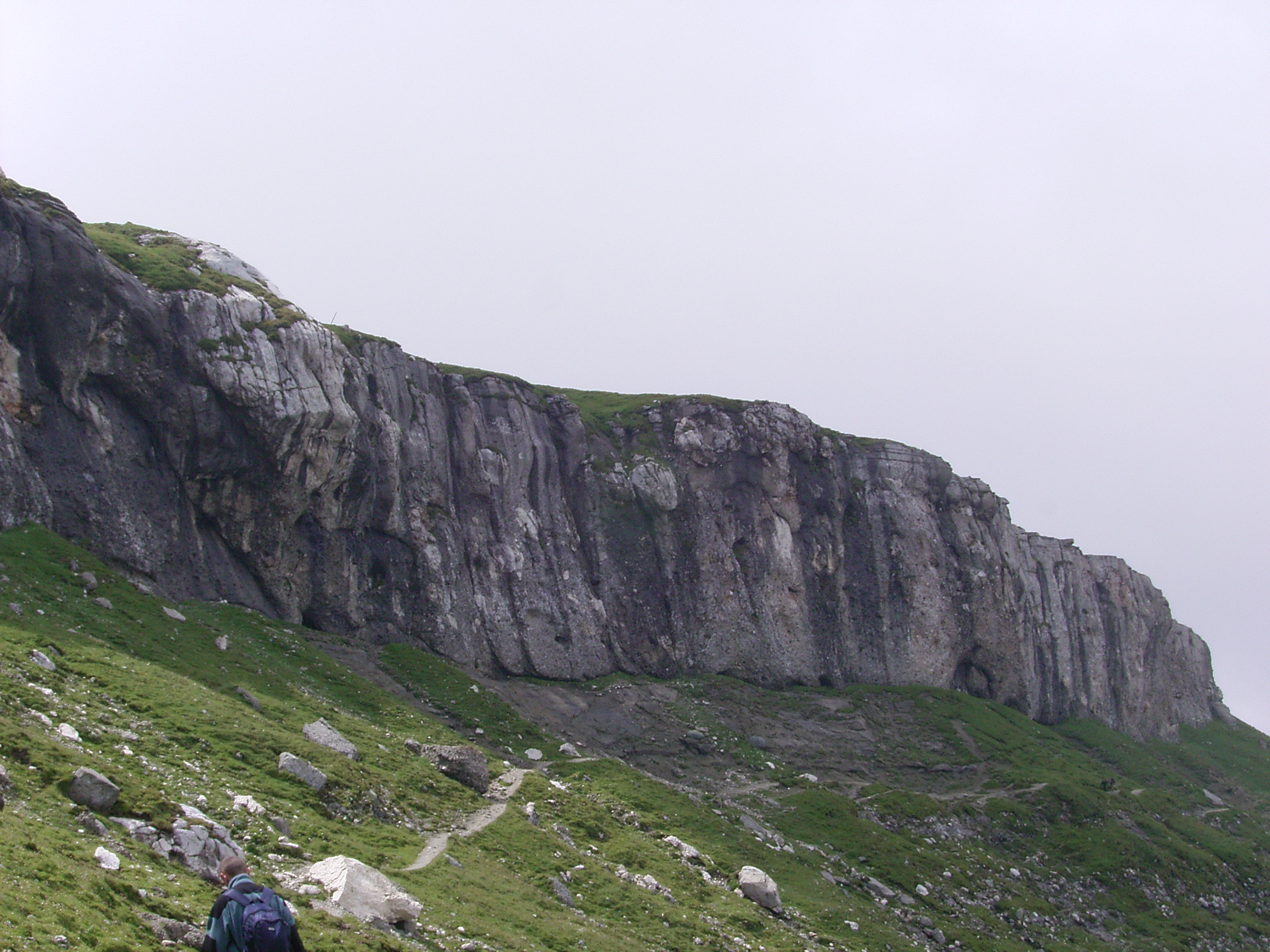
Vârful Colţul Obârşiei - cerdacul
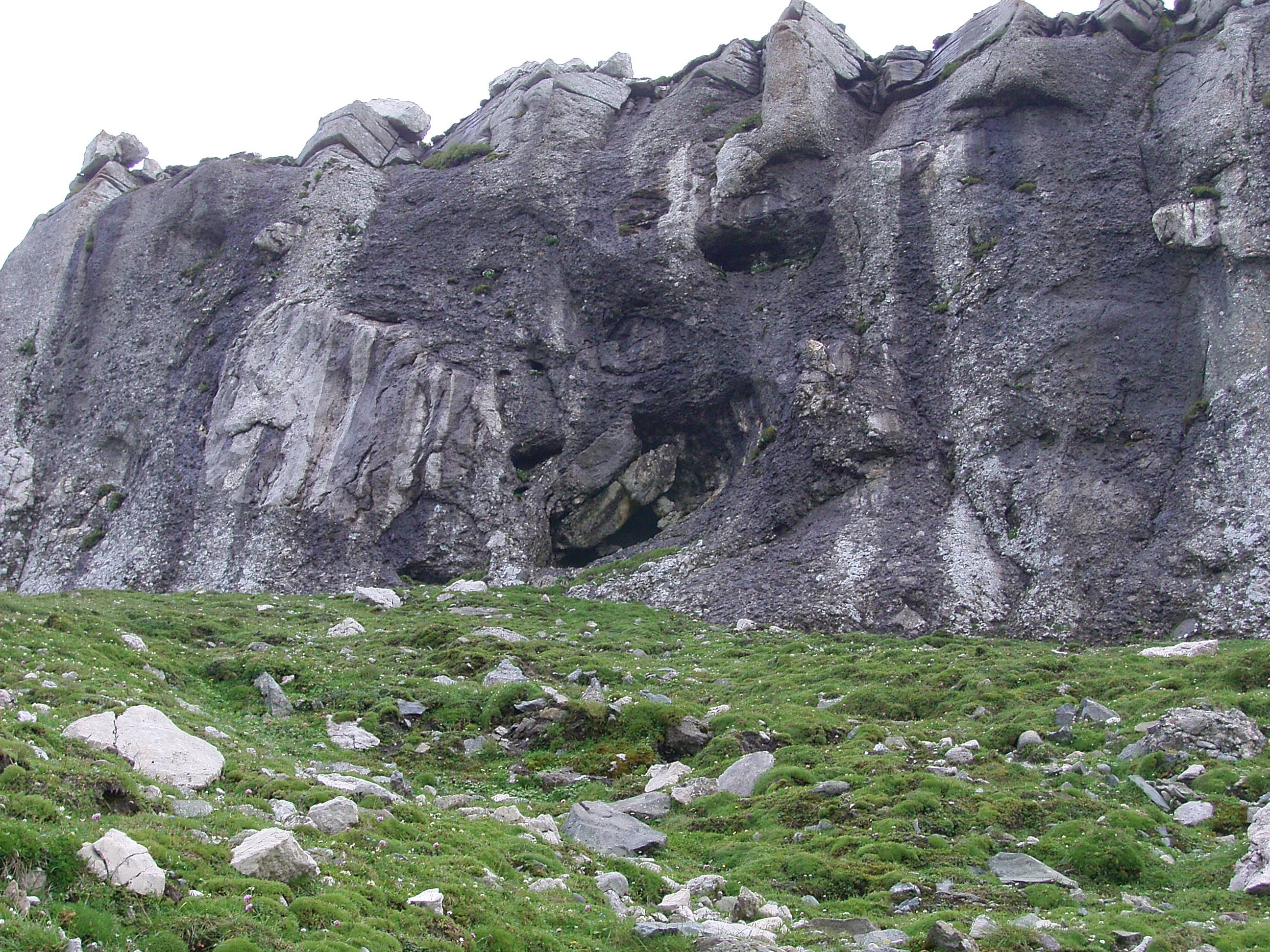
Vârful Colţul Obârşiei - cerdacul (detaliu)
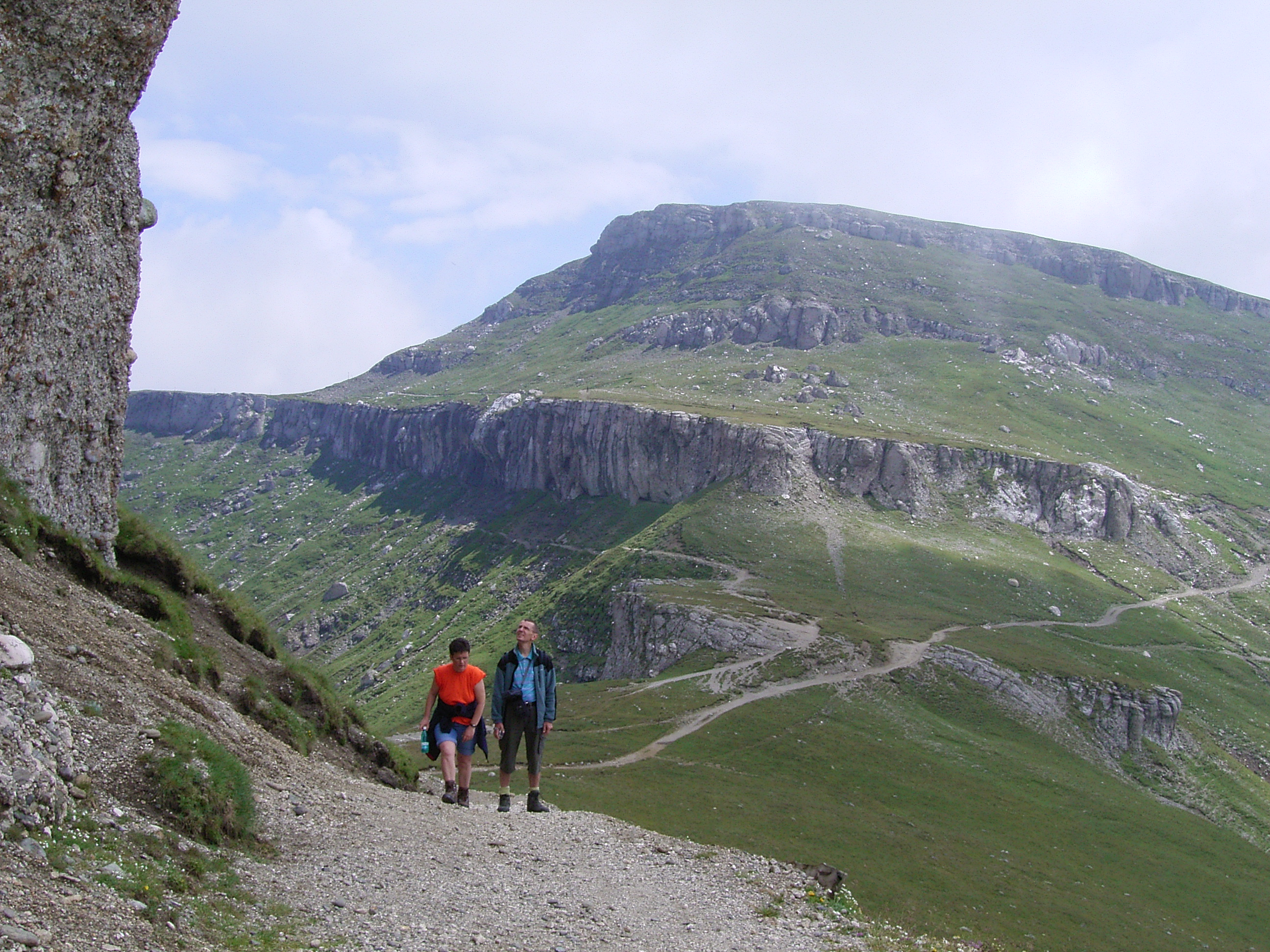
Vârful Colţul Obârşiei de pe vf.Bucura (Ocolit)